# یواس‌اس گلدکرست (ای‌ام-۸۰)
یواس‌اس گلدکرست (ای‌ام-۸۰) (به انگلیسی: USS Goldcrest (AM-80)) یک کشتی بود که طول آن ۱۲۲ فوت ۶ اینچ (۳۷٫۳۴ متر) بود. این کشتی در سال ۱۹۳۸ ساخته شد.